# シティ・オブ・ドッグス
『シティ・オブ・ドッグス』（A Guide to Recognizing Your Saints）は、2006年のアメリカ合衆国の犯罪青春映画。ミュージシャンとして知られるディート・モンティエルが、自らの青春時代（1980年代）を記した回想録『A Guide to Recognizing Your Saints』を自ら監督して映画化した作品であり、モンティエルにとっては初監督作品である。出演はロバート・ダウニー・Jrとシャイア・ラブーフなど。
日本では劇場未公開だが、2012年1月7日にDVDが発売された他、WOWOWで放送された。
2006年のサンダンス映画祭において監督賞（Dramatic Directing Award）とベスト・アンサンブル・キャスト賞（Special Jury Prize for Best Ensemble Performance）を受賞している。

## ストーリー
2005年、人気作家となったディート・モンティエルは、母フローリや幼なじみのナーフからの電話で病気の父モンティに会うように言われ、生まれ育ったニューヨーク・クイーンズ区に久しぶりに戻って来る。そして、家族を捨て、この街を後にするに至った青春時代を思い出す。
1986年、ディートは、幼なじみのナーフ、兄貴分のアントニオとその弟ジュゼッペの4人で荒んだ生活を送っていた。そんなある日、転校生のマイクと親しくなったディートは生まれ育ったスラム街以外の外の世界に憧れを抱くようになり、アントニオらと距離をとり始める。ところが、ふとしたことから他の不良グループと諍いを起こしたために、そのリーダー格の男に付け狙われるようになる。それを知ったアントニオは相手の男を痛めつけようとするが、勢い余って殺してしまう。更に、その報復としてディートが狙われるが、誤って一緒にいたマイクが撃ち殺されてしまう。年を取ってから生まれたディートを溺愛していた父モンティは、ディートが家を出て行くことをどうしても認めることが出来なかったが、ディートは家族や昔からの仲間などの全てを捨てて街を出て行く。
かつての恋人で幼なじみのローリーと再会したディートは、ローリーからの厳しい言葉を受けて、改めて父親と対峙する。そして、現在は刑務所にいるアントニオと面会する。

## キャスト
ディート・モンティエル (Dito Montiel)
演 - ロバート・ダウニー・Jr（若年期：シャイア・ラブーフ）
ロサンゼルス在住の有名作家。家族や生まれ育った街を捨てて生きて来た。
ローリー (Laurie)
演 - ロザリオ・ドーソン（若年期：メロニー・ディアス）
ディートの幼なじみで恋人だった女性。現在は子持ち。
アントニオ (Antonio)
演 - エリック・ロバーツ（若年期：チャニング・テイタム）
ディートの幼なじみで兄貴分。暴力的な父親に虐げられている。
モンティ・モンティエル (Monty Montiel)
演 - チャズ・パルミンテリ
ディートの父。
フローリ・モンティエル (Flori Montiel)
演 - ダイアン・ウィースト
ディートの母。
マイク (Mike)
演 - マーティン・コムストン
ディートの同級生。不良グループに誤って撃ち殺されてしまう。

## 製作
モンティエルの回想録を読んだロバート・ダウニー・Jrが映画化を希望してモンティエルに話を持ちかけたことが映画化のきっかけであるが、実際に映画化するまでには4年かかった。
モンティエルによれば、全ての登場人物は最低でも3人、多い場合は6人から7人の実在の人物を組み合わせたキャラクターになっている。

## 作品の評価
Rotten Tomatoesによれば、93件の評論のうち高評価は75%にあたる70件で、平均点は10点満点中6.6点、批評家の一致した見解は「『シティ・オブ・ドッグス』は初監督のディート・モンティエルによるシャープな演出と魅力的な演技で、生き生きとした力強い青春物語になっている。」となっている。
Metacriticによれば、25件の評論のうち、高評価は19件、賛否混在は6件、低評価はなく、平均点は100点満点中67点となっている。